# Nukumori
「nukumori」（ヌクモリ）は、日本のヒップホップMC、MCUのメジャー4枚目のシングルである。2006年11月22日発売。発売元はBMG JAPAN。

## 概要
- 「omoide」、「サヨナラ」に続くセツナソング3部作第一弾。

## 収録曲
1. nukumori(4:33)
作詞・作曲：MCU、編曲：北浦正尚
2. this song(4:39) 
作詞・作曲：MCU、編曲：北浦正尚
3. サーフライダー(TAICHI MASTER 33FUNK MIX)(4:55)
作詞・作曲：MCU・浜崎貴司、編曲：TAICHI MASTER

## 収録アルバム
- オリジナル『A.K.A』（2007年6月20日）
- ベスト『BEST OF MCU』（2010年2月10日）